# 铁拳7
《铁拳7》是由万代南梦宫娱乐开发和发布的格斗游戏，是铁拳系列的第九部，也是该系列中应用虚幻引擎的第一部。2015年3月在日本发布了有限的街机版本。2016年7月在日本发布了更新的街机版本：《铁拳 7：Fated Retribution》，更新了包括新的擂台、服装、道具以及人物的扩展内容； 2017年6月发布了面向Microsoft Windows, PlayStation 4和Xbox One平台的相同版本。
游戏设定在《铁拳6》的事件后不久，剧情集中在武术家三岛平八与他的儿子一八之间的战斗。
《铁拳7》在评论与商业上都取得了成功，到2017年底全球售出300万份。

## 剧情
在《铁拳6》事件之后，虽然阿萨谢尔被风间仁摧毁，但三岛财阀和G公司之间的战争继续蹂躏着世界。